# Frank Ocean
Frank Ocean (tên khai sinh Christopher Breaux ; sinh ngày 28 tháng 10 năm 1987), là một ca sĩ kiêm nhạc sĩ Hoa Kỳ đến từ thành phố New Orleans, Louisiana. Ocean khởi đầu sự nghiệp với vai trò là một người viết nhạc ẩn danh cho những ca sĩ như Brandy, Justin Bieber, và John Legend. Năm 2010, anh trở thành thành viên của nhóm alternative hip hop OFWGKTA. Năm 2011, anh cho ra mắt miễn phí mixtape Nostalgia, Ultra trên mạng và giành được sự đón nhận tích cực của các nhà phê bình, và cho ra hai đĩa đơn từ album, "Novacane" và ’'Swim Good" đều đạt được thành tích nhất định trên bảng xếp hạng. Mixtape đã nhận được sự quan tâm của những nghệ sĩ khác như Kanye West, Beyoncé Knowles và Jay-Z, giúp anh góp mặt trong album Watch the Throne năm 2011 của West và Jay-Z. Đầu năm 2012, anh đã về thứ hai trong cuộc bình chọn Sound of 2012 của BBC.
Album đầu tay của Ocean, Channel Orange, được ra mắt trong tháng 7 năm 2012. Album được quảng bá nhờ bốn đĩa đơn "Thinkin Bout You", "Pyramids", "Sweet Life" và "Lost". Ocean đã viết một bức thư mở, vốn dự định đưa lên phần bìa ghi chú của Channel Orange để giải quyết trước những suy đoán về đồng tính luyến ái, thay vì thế anh đã đăng bức thư lên blog của anh ở Tumblr. Ocean đã trở thành nghệ sĩ người Mỹ gốc Phi chính thống đầu tiên thông báo về việc đã từng có tình cảm với người cùng giới, do cộng đồng này vốn được được biết đến vì sự kì thị đồng tính luyến ái. Channel Orange đã giành được thành công lớn về mặt phê bình, và được nhiều tạp chí ghi nhận là album xuất sắc nhất của năm 2012. Thành công của album, cùng với sự hợp tác với West và Jay-Z, đã giúp anh nhận được 6 đề cử tại giải Grammy năm 2013, trong đó có ba giải quan trọng nhất Album của năm, Nghệ sĩ mới xuất sắc nhất, và Ghi âm của năm cho "Thinkin Bout You".
Album tiếp theo của anh, Blonde (album của Frank Ocean) thậm chí còn được yêu thích và tán dương hơn album trước khi được Pitchfork xếp top 1 trong danh sách 200 album hay nhất thập kỷ cũng như hạng 79 trong top 500 album hay nhất mọi thời đại của Rolling Stone trong năm 2020

## Danh sách đĩa hát
- Nostalgia, Ultra (2011)
- Channel Orange (2012)
- Blonde (album của Frank Ocean) (2016)

## Giải thưởng và đề cử
| Năm  | Organization                 | Giải                             | Work                                              | Kết quả   |
| ---- | ---------------------------- | -------------------------------- | ------------------------------------------------- | --------- |
| 2011 | GQ                           | Rookie of the Year               |                                                   | Đoạt giải |
| 2011 | BET Hip Hop Awards           | Best Mixtape                     | Nostalgia, Ultra                                  | Đề cử     |
| 2011 | BET Hip Hop Awards           | Rookie of the Year               |                                                   | Đề cử     |
| 2011 | Soul Train Awards            | Best New Artist                  |                                                   | Đề cử     |
| 2012 | BBC                          | Sound of 2012                    |                                                   | Second    |
| 2012 | Grammis                      | International Album of the Year  | Nostalgia, Ultra                                  | Đề cử     |
| 2012 | mtvU Woodie Awards           | Woodie of the Year               | Nostalgia, Ultra                                  | Đề cử     |
| 2012 | O Music Awards               | Best Web Born Artist             |                                                   | Đề cử     |
| 2012 | MTV Video Music Awards       | Best Direction                   | "Swim Good"                                       | Đề cử     |
| 2012 | MTV Video Music Awards       | Best Male Video                  | "Swim Good"                                       | Đề cử     |
| 2012 | MTV Video Music Awards       | Best New Artist                  | "Swim Good"                                       | Đề cử     |
| 2012 | Q Awards                     | Q's Next Big Thing               |                                                   | Đề cử     |
| 2012 | MOBO Awards                  | Best International Act           |                                                   | Đề cử     |
| 2012 | UK Music Video Awards        | Best Urban Video – International | "Novacane"                                        | Đoạt giải |
| 2012 | 2012 Soul Train Music Awards | Album of the Year                | Channel Orange                                    | Đoạt giải |
| 2012 | Vibe                         | Man of the Year                  |                                                   | Đoạt giải |
| 2012 | mtvU                         | Man of the Year                  |                                                   | Đoạt giải |
| 2013 | 55th Grammy Awards           | Best New Artist                  |                                                   | Đề cử     |
| 2013 | 55th Grammy Awards           | Record of the Year               | "Thinkin Bout You"                                | Đề cử     |
| 2013 | 55th Grammy Awards           | Album of the Year                | Channel Orange                                    | Đề cử     |
| 2013 | 55th Grammy Awards           | Best Urban Contemporary Album    | Channel Orange                                    | Đoạt giải |
| 2013 | 55th Grammy Awards           | Best Rap/Sung Collaboration      | "No Church in the Wild" (with Kanye West & Jay-Z) | Đoạt giải |
| 2013 | 55th Grammy Awards           | Best Short Form Music Video      | "No Church in the Wild" (with Kanye West & Jay-Z) | Đề cử     |
| 2013 | 2013 BRIT Awards             | International Male Artist        | Frank Ocean                                       | Đoạt giải |
| 2013 | 2013 GLAAD Media Awards      | Outstanding Music Artist         | Frank Ocean                                       | Đoạt giải |
| 2014 | 56th Grammy Awards           | Best Rap Song                    | "New Slaves" (songwriter)                         | Đề cử     |